# Библиотека-музей Виктора Балагера

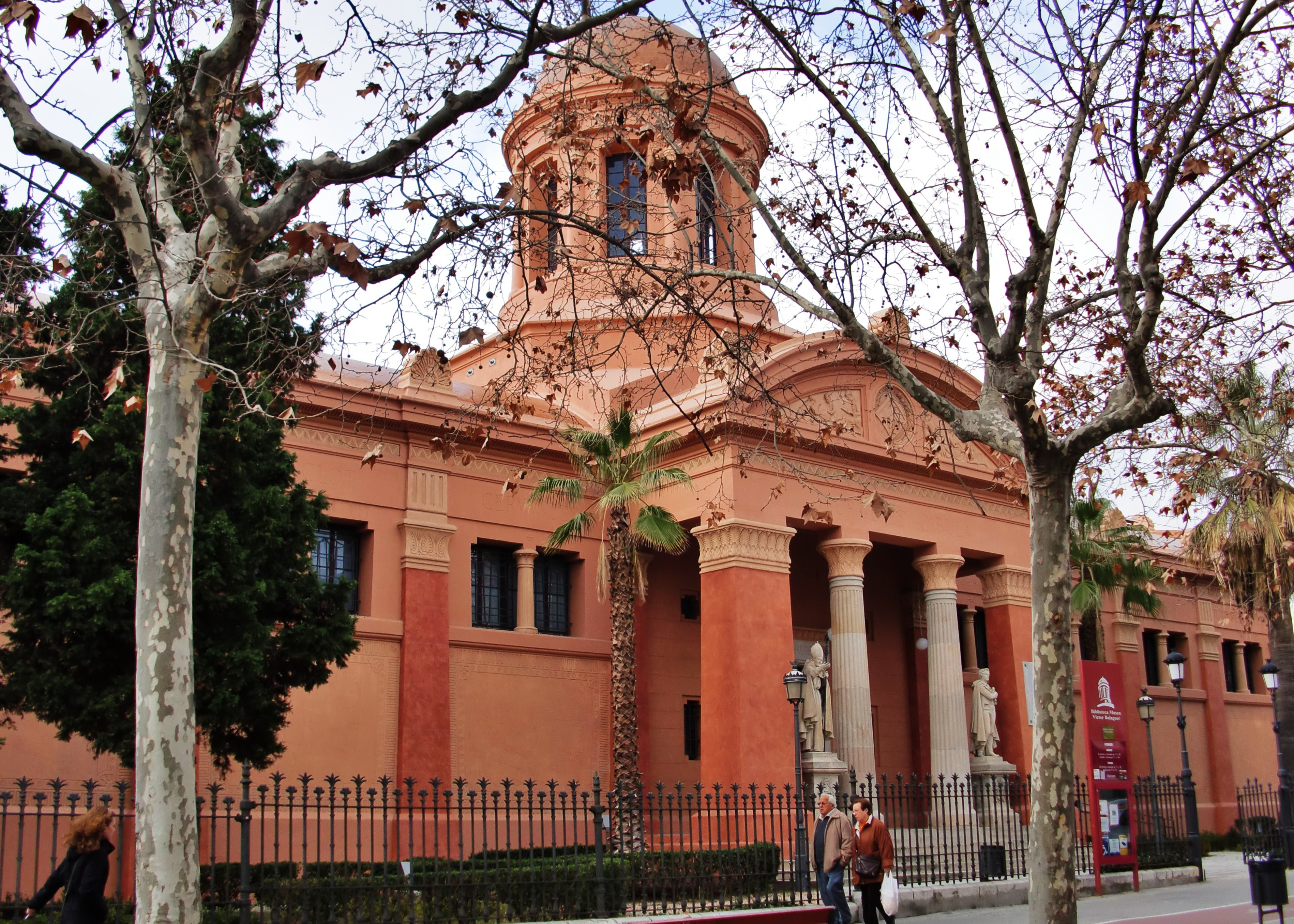
Библиотека-музей Виктора Балагера

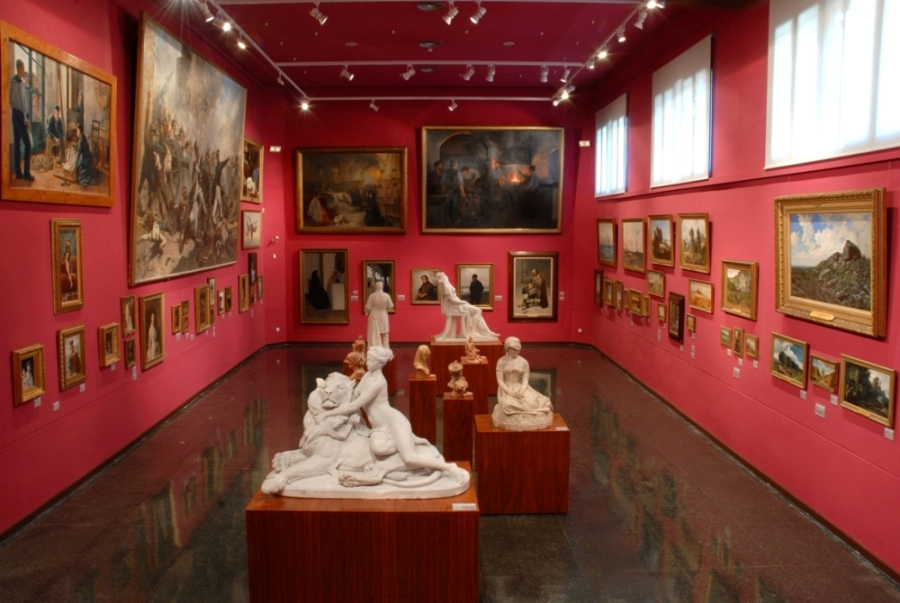
Пинакотека

Библиотека-музей Виктора Балагера в городе Виланова-и-ла-Жельтру была основана в 1884 г. Виктором Балагером в знак благодарности городу за поддержку, полученную им в период его политической деятельности. С 2000 года музей является филиалом Национального Музея Искусств Каталонии, а библиотека — частью Библиотеки Каталонии.

## Здание
Здание музея строили в период с 1882 по 1884 г. по проекту архитектора Жерони Гранеля. Музей находится в центре города, неподалёку от железнодорожной станции, филиала Политехнического Университета Каталонии в Виланове-и-ла-Желтру и библиотеки университета.
Оно было запроектировано как музей и библиотека, не совсем типичное сочетание для того времени. Строение имеет форму храма с элементами украшения в неоегипетском и неогреческом стилях.
Фасад здания украшают скульптуры с изображением архиепископа Франсиско Арманья и поэта Мануэла де Кабаньеса, удостоенных титула почётных граждан Вилановы и ла Желтру в XIX веке.
Над входом можно прочесть изречение Surge et Ambula (Встань и иди). Заслуживает внимания также сад XIX века, который окружает здание.

## Библиотека
В библиотеке собраны различные предметы и документы, цель этих собраний – распространение познаний из разных областей. Основатель библиотеки внёс в фонды разнообразные книги, журналы и документы.
Сегодня в фондах библиотеки насчитывается 40000 книг и почти 2000 разных периодических изданий с XVIII по XX век.
Кроме этого, заслуживают внимания собрание 50000 писем и свод литературных и политических манускриптов Виктора Балагера.
Благодаря этим материалам Библиотека-музей Виктора Балагера считается одной из самых богатых библиографических коллекций XIX века в Каталонии.
В библиотеке, среди прочих, хранятся также документы Жоана Алеманя, Жоана Риуса Вила, Эдуарда Толдра, Хосе Крусета и Энрика Кристофора Рикарта.

## Картинная галерея
Картинная галерея музея располагает одной из лучших коллекций каталанской живописи XIX—XX веков. В ней представлены произведения художников: Сантьяго Русиньол, Рамона Касаса, Жоакима Вайреда, Марти Альсина, Изидра Нонеля, Рафаэла Дуранкампса и Шавиера Ногеса, среди прочих. Это оригинальная коллекция создателя Музея.
Картины выставлены в хронологическом порядке для воспроизведения картинной галереи XIX века, где можно увидеть полотна каталонского искусства периода Римской школы.
В коллекции также есть картины, предоставленные Музеем Прадо: «Второе мая» художника Хоакина Соролья, «Святое семейство» Эль Греко, а также полотна таких художников, как Лука Джордано, Бартоломе Эстебан Мурильо, Рубенс, Хосе де Рибера, Гойя и других.
На втором этаже представлена коллекция художников, известных как авторы «Школы Вильяновы» и картины модернистов Жоана Феррера и Миро, Жоакима Мира, Жозепа де Тогореса, Эрменехильдо Англада Камараса, Жоана Льимона и некоторых других.

## Коллекции
Коллекция античности Виктора Балагера свидетельствует о разнообразии его интересов и подразделяется на следующие отделы (аналогично тому, как были устроены коллекции других собирателей XIX века):
Археология и этнография
- Египетская коллекция
- Доколумбовская коллекция
- Филиппинская коллекция
- Восточная коллекция
- Археологическая коллекция
- Коллекция декоративного искусства
- Легат 56

### Кафе Фоменто
Коллекция располагает египетским залом, где можно увидеть оригинальные предметы эпохи Древнего Египта, среди них — мумию ребёнка. В музее также выставлены скульптуры Венанси Вальмиджана и Маноло Уге. Есть здесь и зал для временных экспозиций.